# 거스 할
거스 할(영어: Gus Hall, 본명 : 아르보 쿠스타 할버그, Arvo Kustaa Halberg, 1910년 10월 8일 ~ 2000년 10월 13일)은 미국의 정치가, 공산주의자다.

## 생애

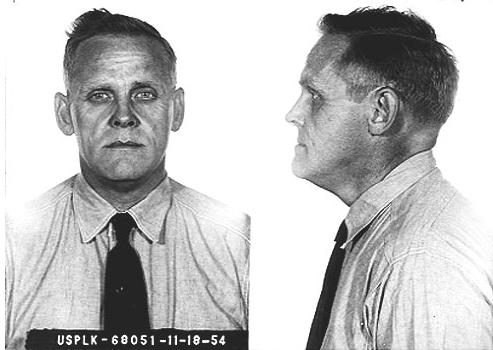
체포 당시 거스 할의 머그샷(1954년)

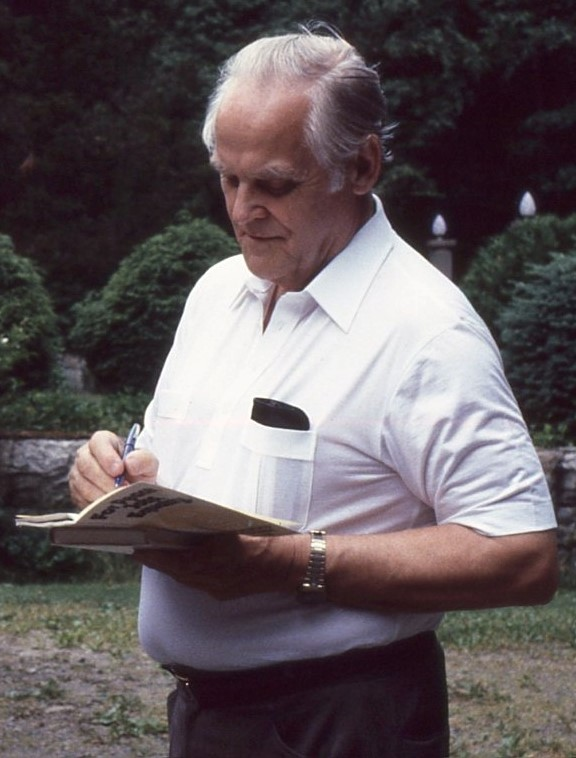
노년의 거스 할(1984년)

그는 미네소타주 체리 타운십에서 핀란드계 이민자의 아들로 태어났다. 어린시절 급진적인 성향이었던 부모 아래서 자라 공산주의, 공산당에 관심을 가지게 되었다. 아버지가 파업에 참여했다는 이유로 광산에서 해고당한 후 가족 모두가 가난한 삶을 살아야만 했다.
15살때 가족을 부양하기 위해 학교를 그만두고 목수 일을 하기 시작했다. 17살때 아버지의 설득으로 미국 공산당 당원에 가입하였다. 이후 청년조직에서 활동하게 되었고 소련 모스크바에 있는 국제레닌학교에 합격하였으며, 2년간 배웠다.
이후 미네소타주로 이사해 공산주의자로서의 활동하기 시작한다. 단식, 시위, 그리고 대공황 도중의 파업 등의 활동을 이유로 1934년에 수감했으며, 출소 후 본명으로 구직을 비롯하여 모든 활동을 할 수 없게되자, 거스 할(Gus Hall)로 개명하였다.
이후 오하이오주로 이사해 엘리자베스 메리 터너와 결혼하여 딸 바바라, 아들 아르보를 낳았다. 1942년, 제2차 세계 대전이 해군에 자원입대하였고 4년간 복무하여, 1946년 3월 6일에 전역했다.
전역 후 공산당 활동을 하다가 체포되어 5년간 수감했고, 1959년 가석방 후 미국 공산당의 총서기직에 오른다.
1972년부터 1984년까지, 미국 공산당의 미국 대통령 후보로 출마하였으나 모두 낙선하였다.
이후 2000년 10월 13일 뉴욕에서 당뇨병으로 90세 일기로 별세했다.

## 역대 선거 결과
| 선거명      | 직책명        | 대수 | 정당        | 득표율 | 득표수 (선거인단) | 결과 | 당락 |
| ----------- | ------------- | ---- | ----------- | ------ | ----------------- | ---- | ---- |
| 1972년 선거 | 미국의 대통령 | 37대 | 미국 공산당 | 0.03%  | 25,343표 (0명)    | 8위  | 낙선 |
| 1976년 선거 | 미국의 대통령 | 39대 | 미국 공산당 | 0.07%  | 58,992표 (0명)    | 8위  | 낙선 |
| 1980년 선거 | 미국의 대통령 | 40대 | 미국 공산당 | 0.05%  | 45,023표 (0명)    | 6위  | 낙선 |
| 1984년 선거 | 미국의 대통령 | 40대 | 미국 공산당 | 0.04%  | 36,386표 (0명)    | 8위  | 낙선 |